# Konstantin Ardakov
Konstantin Ardakov (1979) é um matemático britânico, professor da Universidade de Oxford. professor do Brasenose College (Oxford).
Recebeu o Prêmio Adams de 2020.